# Behind the Bridge to Elephunk
Behind the Bridge to Elephunk es el primer álbum de vídeo del grupo estadounidense the Black Eyed Peas. Fue lanzado fuera de Norteamérica el 26 de mayo de 2004 por A&M Records, Interscope Records y will.i.am Music Group. El álbum incluye vídeos musicales de sencillos de los tres primeros álbumes de estudio del grupo: Behind the Front (1998), Bridging the Gap (2000) y Elephunk (2003), junto con actuaciones en directo y metraje detrás de cámaras.

## Lanzamiento
Behind the Bridge to Elephunk se lanzó fuera de Norteamérica el 26 de mayo de 2004, bajo el sello Polydor Records. El DVD incluía una función de "Jukebox", que permitía reproducir los videos musicales en orden aleatorio sin interrupción. Incluía el video musical inédito de "The Boogie That Be", que se filmó antes de la grabación de la canción y de que Fergie se uniera al grupo. La mayor parte del contenido del DVD se puso a disposición para transmisión para los miembros del club de fans del grupo Peabody.

## Lista de canciones
| N.º | Título                                         | Director(s)      | Duración |  |
| 1.  | «Let's Get Retarded» (live at the Big Day Out) |                  |          |  |
| 2.  | «Hey Mama»                                     | Fatima Robinson  |          |  |
| 3.  | «Shut Up»                                      | The Malloys      |          |  |
| 4.  | «Where Is the Love?»                           | will.i.am        |          |  |
| 5.  | «B.E.P. Empire»                                | Brian Beletic    |          |  |
| 6.  | «Weekends»                                     | Beletic          |          |  |
| 7.  | «Get Original»                                 | Anthony Mandler  |          |  |
| 8.  | «Request + Line»                               | Joseph Kahn      |          |  |
| 9.  | «Fallin' Up»                                   | Beletic          |          |  |
| 10. | «Joints & Jam»                                 | Beletic          |          |  |
| 11. | «Karma»                                        | Beletic          |          |  |
| 12. | «What It Is»                                   | Beletic          |          |  |
| 13. | «Head Bobs»                                    | Beletic          |          |  |
| 14. | «Discover Hip-Hop» (special feature)           |                  |          |  |
| 15. | «Where Is the Love?» (making of)               |                  |          |  |
| 16. | «Shut Up» (making of)                          |                  |          |  |
| 17. | «Hey Mama» (making of)                         |                  |          |  |
| 18. | «Shut Up» (live at the Big Day Out)            |                  |          |  |
| 19. | «The Boogie That Be»                           | Patricio Ginelsa |          |  |
| 20. | «Photo Gallery»                                |                  |          |  |

## Personal
Los créditos están adaptados de las notas del álbum "Behind the Bridge to Elephunk".
- Brian Beletic - dirección (pistas 5, 6, 9-13)
- Bill Boyd - producción (pista 4)
- Randi Feinberg - producción (pistas 2 y 3)
- Terry Heller - producción (pista 7)
- Joseph Kahn - dirección (pista 8)
- The Malloys - dirección (pista 3)
- Anthony Mandler - dirección (pista 7)
- Louis Nader - producción (pista 10)
- Lanette Phillips - producción ejecutiva (pista 8)
- Fatima Robinson - Dirección (pista 2)
- Betina Schneider – producción (pistas 9 y 11)
- Joel Tabbush – producción (pistas 5 y 6)
- Greg Tharp – producción (pista 8)
- will.i.am – dirección (pista 4)

## Charts
| Chart (2004)                          | Peak position |
| ------------------------------------- | ------------- |
| Australia Australian Music DVD (ARIA) | 17            |

## Historial de Lanzamiento
| Región       | Fecha               | Formato(s) | Discográfica(s) | Ref.   |
| ------------ | ------------------- | ---------- | --------------- | ------ |
| Suecia       | 26 de mayo de 2004  | DVD        | Universal Music | [ 4 ]  |
| Portugal     | 27 de mayo de 2004  | DVD        | Universal Music | [ 5 ]  |
| Alemania     | 31 de mayo de 2004  | DVD        | Universal Music | [ 6 ]  |
| Francia      | 1 de junio de 2004  | DVD        | Polydor         | [ 7 ]  |
| Países Bajos | 1 de junio de 2004  | DVD        | Universal Music | [ 8 ]  |
| Polonia      | 3 de junio de 2004  | DVD        | Universal Music | [ 9 ]  |
| Australia    | 7 de junio de 2004  | DVD        | Universal Music | [ 10 ] |
| Japón        | 16 de junio de 2004 | DVD        | Universal Music | [ 11 ] |
| Brasil       | 22 de julio de 2004 | DVD        | Universal Music | [ 12 ] |